# Brachyachne simonii
Brachyachne simonii är en gräsart som beskrevs av Frances Kristina Kupicha och Thomas Arthur Cope. Brachyachne simonii ingår i släktet Brachyachne och familjen gräs.
Artens utbredningsområde är Zambia. Inga underarter finns listade i Catalogue of Life.